# 茂宜县
茂宜縣（英語：Maui County）是美國夏威夷州的一個縣，包括茂宜島、拉奈島、卡胡拉威島、摩洛凱島大部分、和摩洛基尼島。其中的卡胡拉威島和摩洛基尼島皆為無人居住。根據2010年人口普查，茂宜縣擁有人口154,834人。茂宜縣的陸地面積3,002平方公里。茂宜縣的縣治為威陸庫。
成立於1905年。縣名據說來自神話中的女神毛伊（Māui）。

## 地理
根據2000年人口普查，茂宜縣的面積為2,398.74平方英里（6,212.7平方），其中有1,159.20平方英里（3,002.3平方），即48.33%為陸地；1,239.54平方英里（3,210.4平方），即51.67%為水域。

### 毗邻县
- 夏威夷县：東南方
- 卡拉沃县：北方
- 檀香山市縣：西北方

### 国家保护区
- 海勒卡拉國家公園[4]
- 卡卡海阿国家野生动物保护区[5]
- 凯阿利亚池国家野生动物保护区[6]

## 人口
| 调查年           | 人口    | 备注 | %±     |
| ---------------- | ------- | ---- | ------ |
| 1900             | 26,743  |      | —      |
| 1910             | 29,762  |      | 11.3%  |
| 1920             | 37,385  |      | 25.6%  |
| 1930             | 55,541  |      | 48.6%  |
| 1940             | 55,534  |      | 0.0%   |
| 1950             | 48,179  |      | −13.2% |
| 1960             | 42,576  |      | −11.6% |
| 1970             | 45,984  |      | 8.0%   |
| 1980             | 70,847  |      | 54.1%  |
| 1990             | 100,374 |      | 41.7%  |
| 2000             | 128,094 |      | 27.6%  |
| 2010             | 154,834 |      | 20.9%  |
| US Census Bureau |         |      |        |

根據2000年人口普查，茂宜郡擁有128,094居民、43,507住戶和29,889家庭。。其人口密度為每平方英里110居民（每平方公里43/居民）。茂宜郡擁有56,377間房屋单位，其密度為每平方英里49間（每平方公里19間）。茂宜郡的人口是由28.90%白人、1.40%黑人、0.37%土著、33.01%亞洲人、10.72%太平洋岛民、1.36%其他種族和22.24%混血构成。而西班牙裔或拉丁美洲人僅佔人口7.8%。
在43,507住户中，有33.00%擁有一個或以上的兒童（18歲以下）、50.90%為夫妻、12.00%為單親家庭、而有31.30%為非家庭。其中21.90%住户為獨居，6.30%為同居長者。平均每戶有2.91人，而平均每個家庭則有3.41人。在128,094居民中，有25.50%為18歲以下、7.70%為18至24歲、30.90%為25至44歲、24.40%為45至64歲以及11.40%為65歲以上。人口的年齡中位數為37歲，而每100個女性就有100.90個男性。

## 經濟

### 主要雇主
根據茂宜郡2011年综合年度财务报告，在茂宜郡的主要雇主分別為：
| 排名 | 雇主                 | 雇員數量 |
| ---- | -------------------- | -------- |
| 1    | 夏威夷州政府         | 5,982人  |
| 2    | 茂宜郡政府           | 2,549人  |
| 3    | TS餐馆               | 1,750人  |
| 4    | 华尔道夫酒店及度假村 | 1,400人  |
| 5    | 费尔蒙酒店及度假村   | 1,220人  |
| 6    | 美國政府             | 977人    |
| 7    | 毛伊岛土地及菠萝公司 | 800人    |
| 7    | 凱悅酒店             | 800人    |
| 8    | 四季酒店             | 650人    |
| 9    | 海尔马库亞           | 501人    |
| 10   | 万豪国际             | 403人    |